# André Kertész
Pour les articles homonymes, voir Kertesz.

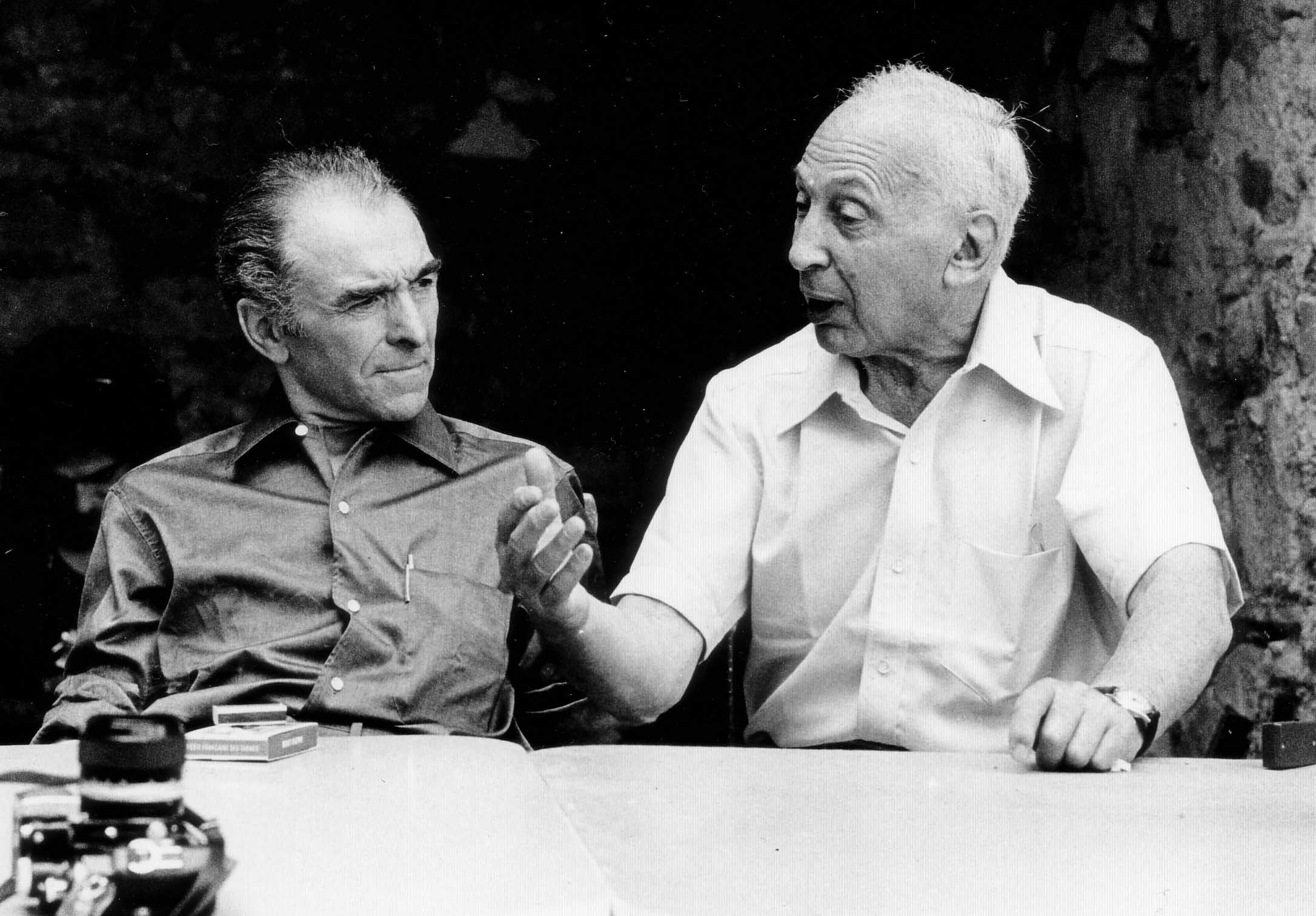
Robert Doisneau et André Kertész (à droite) lors des Rencontres d'Arles en 1975

Andor Kertész, connu comme André Kertész (né le 2 juillet 1894, à Budapest, en Hongrie et mort le 28 novembre 1985 , à New York) est un photographe hongrois naturalisé américain. 
Acteur important de la scène artistique parisienne durant l'entre-deux-guerres, il est reconnu comme un photographe majeur du XXe siècle.

## Biographie

### Hongrie
André Kertész naît le 27 mars 1894 dans une famille de la bourgeoisie juive de Budapest, le deuxième de trois fils. Son père est un homme d'affaires. Enfant, il rend souvent visite à un oncle qui possède une ferme près de Budapest, et c'est là, à l'âge de six ans, qu'il découvre de vieux magazines ménagers dans le grenier. Il est immédiatement fasciné par les illustrations (des gravures) et rêve de pouvoir un jour dessiner aussi bien. Cependant, la maison Kertész ne connaît pas les arts visuels ; son père, Léopold, est un homme passionné de lettres qui passe son temps à lire (mais il n'est pas, comme il est parfois suggéré, libraire).  Cependant, plusieurs membres de la famille possèdent des appareils photographiques, et c'est ainsi qu'André crée ses premières images. En 1908, son père meurt et André est confié à son oncle qui devient son tuteur et lui trouve un travail à la Bourse de Budapest, où il est employé de 1912 à 1914, après avoir suivi des études à l’Académie de commerce de la ville.
En 1913, il achète son premier appareil photo : un ICA format 4,5 × 6 cm.
En 1914, il sert dans l’armée austro-hongroise. Il réalise alors beaucoup de photographies, témoignant de ses expériences de guerre. Il publie ses premières photos dans un journal et gagne un concours de magazine, mais la plupart de ses négatifs et de ses plaques sont détruits pendant la révolution hongroise de 1918.

### Paris
Après la guerre, il décide de devenir photographe professionnel et arrive à Paris en 1925, après avoir reçu le diplôme d’honneur de la Société hongroise de photographie. C'est là qu'il change son prénom pour André, équivalent français d'Andor. À Paris, il fréquente et photographie de nombreuses personnalités littéraires et artistiques, comme Brassaï, Colette, Marc Chagall, Emmanuel Gondouin, Michel Seuphor qui lui fait rencontrer Mondrian. Il y rencontre sa compatriote Rosa Klein, alias Rogi André, photographe comme lui, qu'il épouse en 1925 ; mais le mariage est de courte durée.
De 1925 à 1935, il vend pour vivre des photos ainsi que des reproductions de ses images sur des cartes postales et travaille avec divers magazines. Dès 1927, il réalise ses premières expositions et collabore à la revue Bifur en 1928. Il aide Brassaï à ses débuts dans la photographie. Bien qu’il soit proche des surréalistes et des Dada, il n’appartient à aucun mouvement.
Cette année 1928, il achète un Leica ; il est le premier à en utiliser un professionnellement. Il réalise un reportage pour VU et participe également activement à la revue Art et médecine.
En 1932, il expose un ensemble important de ses photographies dans la galerie new-yorkaise de Julien Levy.

#### Distorsions
En 1933, il réalise une série intitulée « Distorsions » — œuvre marquante dans l'histoire de la photographie — qu'il reprendra en 1984 lors de son séjour à Paris,.

### New York
En 1933, il rencontre sa femme Elizabeth Sali (décédée en 1977), avec qui il part pour New York en 1936, pour travailler dans la filiale new-yorkaise de l'agence de presse Keystone,.
Du fait de la montée du nazisme et de l'antisémitisme en Europe, le couple décide de rester provisoirement à New York. Le début de la Seconde Guerre mondiale compromet le retour en France pour Kertész qui, parce qu'artiste reconnu en France, s'y était vu proposer la nationalité française. 
Il collabore de 1937 à 1949 avec divers journaux. Mais en raison de ses difficultés à apprendre l'anglais et de son refus de s'adapter au marché commercial de la photographie aux États-Unis à cette période, il fait face à une incompréhension de son travail et ses reportages ne sont pas publiés. Bien qu'un contrat avec le groupe de presse Condé Nast lui assure un revenu régulier, c'est sa femme, ancienne employée de Helena Rubinstein, qui permet au couple de vivre grâce à une société de produits de beauté qu'elle crée après leur naturalisation américaine en 1944. Brassaï, le rencontrant à New York dans les années 1950, voit un homme qui assouvit ses besoins matériels en travaillant pour de luxueux magazines, tel House and Garden, mais a perdu le sens de sa vocation.

### Retour en France
Après la guerre et en particulier après le décès de son épouse, Kertész revient régulièrement en France où il entretient de nombreuses amitiés, à l'occasion des Rencontres internationales de la photographie d'Arles notamment. De cette période datent les premiers documentaires consacrés au photographe.
La série « Les nouvelles distorsions » est réalisée à l'endroit même où il avait réalisé la série originelle (l'hôtel Esmeralda à Paris) et le mirolège (un film miroir thermorétractable sur châssis en aluminium) est utilisé pour les reflets déformés. Il est assisté durant ces sessions photographiques par Philippe Robert et reçoit le chercheur et critique photo pour Libération Christian Caujolle rencontré auparavant et qui est devenu un des spécialistes de l’œuvre de Kertész.
Il réalise quelques publications et contrats, mais en 1963, après être tombé malade, les rompt tous et ne fait plus de photographie que par plaisir. Il se bat pour faire connaître son œuvre aux États-Unis, mais les expositions ne sont jamais à la hauteur de son œuvre —  ses nus déformés de la série Distorsions, par exemple, sont exposés recadrés pour cacher les parties du corps qui froissent les goûts du public. 
En 1982, il reçoit le prix de la Photographie du ministère de la Culture et lègue ses archives à l’État français en 1984,. Celles-ci sont conservées par la Médiathèque du patrimoine et de la photographie.

## La photographie et l'art
L'œuvre d'André Kertész a eu une influence déterminante sur la reconnaissance de la photographie comme discipline artistique à part entière. Quand en 1919, L'Art vivant écrit une défense de la photographie comme art, c'est avec les œuvres de Kertész comme illustration. Kertész fait de la photographie non pas le reflet du réel, son enregistrement, mais au contraire la matrice de formes nouvelles. 

## Récompenses et distinctions
- 1982 : Grand Prix national de la photographie

## Publications
- 1930, Carrefour, Blois, New York, Susan Harder Gallery.
- 1931, Elisabeth et moi, collection de Sarah Morthland, New York.
- 1933, Enfants, texte de Jaboune, Paris, Éditions d'Histoire et d'Art.
- 1934, Paris vu par André Kertész (texte de Pierre Mac Orlan), Paris, Éditions d'Histoire et d'Art, Librairie Plon.
- 1936, Nos amies les bêtes, Paris, Éditions d'histoire et d'art.
- 1937, Les Cathédrales du vin, texte de Pierre Hamp, Établissements Sainrapt et Brice.
- 1971, Lectures, New-York, Grossmann / Paris, Chêne.
- 1994, André Kertész : la biographie d'une œuvre, Paris, Éditions du Seuil.
- 1997, Kertész 70 années de photographie, Paris, Hologramme.
- 2003, (fr), (en) Made in USA, texte d'Alain d'Hooghe, Paris, Éditions PC, 155 p.  (ISBN 2-912683-29-7)[18].
- 2006, Monographie, catalogues d'exposition, éditions Phaidon.
- 2007, André Kertész, texte de Danièle Sallenave, Arles, éditions Actes Sud, coll. « Photo Poche »  (ISBN 978-2-7427-7012-0).
- 2019, André Kertész. Marcher dans l’image, textes de Cédric de Veigy et Matthieu Rivallin, Marseille, André Frère Éditions  (ISBN 979-10-92265-85-9).

## Collections
- France
  - Charenton-le-Pont, Médiathèque du patrimoine et de la photographie.
  - Toulon, musée d'art.
- Hongrie
  - Kecskemét, musée hongrois de la photographie.

## Expositions posthumes

### Expositions individuelles
- 2010 : Rétrospective André Kertész, Paris, Jeu de Paume[19],[20],[21].
- 2012 : Ma France, Bram, Espace Arts et Culture des Essar[t]s[22].
- 2019 : La France depuis Saint-Cloud. André Kertész et la revue Art et Médecine. 1931-1936, Saint-Cloud, Musée des Avelines[5].
- 2019 : André Kertész. L'équilibriste, Tours, Jeu de Paume - château de Tours[23].
- 2020 : Marcher dans l'image, négatifs d'André Kertész pris à Paris dans les années 1930, lorsqu'il acquiert un Leica[24].

### Expositions collectives
- 2013 : La Volonté de bonheur, Témoignages photographiques du Front populaire 1934-1938, avec des photographies de Brassaï, Robert Capa, Henri Cartier-Bresson, Robert Doisneau, Nora Dumas, Gisèle Freund, André Kertész, François Kollar, Sam Lévin, Éli Lotar, Willy Ronis, David Seymour, ..., Pavillon populaire, Montpellier, du 2 mai au 9 juin 2013